# NGC 4659
NGC 4659 (również PGC 42913 lub UGC 7915) – galaktyka spiralna (S0-a), znajdująca się w gwiazdozbiorze Warkocza Bereniki. Odkrył ją William Herschel 12 kwietnia 1784 roku. Należy do Gromady w Pannie.